# GP (Album)
GP ist das erste Soloalbum von Gram Parsons. Das Country-Rock-Album erschien im Januar 1973 über Reprise Records.

## Entstehungsgeschichte
Nach seinem Engagement bei The Byrds, der International Submarine Band und den Flying Burrito Brothers entschloss sich Parsons, ein erstes Soloalbum zu veröffentlichen. Ursprünglich sollte Outlaw Merle Haggard das Album produzieren, doch dieser weigerte sich, weil er Parsons für einen „Hippie“ hielt, dem die Bodenständigkeit für Country-Musik fehle. Stattdessen engagierte Parsons Haggards Toningenieur Hugh Davies und produzierte das Album mit Hilfe von Ric Grech selbst. Als Backing-Band wollte er die Begleitband von Elvis Presley gewinnen. Am Album beteiligten sich dann mit Ronnie Tutt (Schlagzeug), James Burton (Gitarre) und Glen D. Hardin (Klavier/Orgel) auch drei Mitglieder der TCB Band. Glen D. Hardin wurde der musikalische Leiter der Begleitband und war für die Musik auf dem Album verantwortlich. Mit der damals noch unbekannten Emmylou Harris hatte Parsons eine Duettpartnerin gefunden, die später eine erfolgreiche Solokarriere startete.
Die Aufnahmen fanden von September bis Oktober 1972 in den West Coast Studios von Capitol Records und im Wally Heidler Studio 4 statt. Das Album wurde im Januar 1973 veröffentlicht. Im Anschluss formierte Parsons eine Liveband namens Fallen Angels, die aus Emmylou Harris, Kyle Tullis, N.D. Smart II, Neil Flanz und Gerry Mule bestand und das Album promotete.

## Musikstil
Wie bei seinen früheren Bandversuchen versuchte Parsons seine eigene Version des Country-Rocks, die er selbst als „Cosmic American Music“ bezeichnete, auf diesem Album umzusetzen. Durch Glenn Hardins musikalische Leitung und die Integration von doppelläufiger Gitarrenparts stellt das Album einerseits eine Reminiszenz an die Country-Musik der 1950er/1960er Jahre dar. Neben eher traditionell orientierten Country-Songs wie How Much I’ve Lied, Kiss the Children und Still Feeling Blue, schrieb mit She und A Song for You Parsons auch gospel-ähnliche Lieder, die von seinen christlichen Überzeugungen handelten. Das Lied Big Mouth Blues ist autobiografisch geprägt und wird von vielen oft als die New-York-Version von Sin City (Flying Burrito Brothers) bezeichnet. Neben Eigenkompositionen befinden sich mit Streets of Baltimore (Bobby Bare), That’s All It Took (George Jones und Gene Pitney) und Cry One More Time (The J. Geils Band) auch Coverversionen auf dem Album.

## Titelliste
Alle nicht gekennzeichneten Lieder wurden von Gram Parsons geschrieben.
A-Seite
1. Still Feeling Blue – 2:40
2. We’ll Sweep Out the Ashes in the Morning (Joyce Allsup) – 3:13
3. A Song for You – 4:58
4. Streets of Baltimore (Tompall Glaser, Harlan Howard) – 2:53
5. She (Parsons, Chris Ethridge) – 4:59

B-Seite
1. That’s All It Took (Darrell Edwards, Charlotte Grier, George Jones) – 3:38
2. The New Soft Shoe – 3:54
3. Kiss the Children – 2:57
4. Cry One More Time (Peter Wolf, Seth Justman) – 3:38
5. How Much I’ve Lied (Parsons, David Rifkin) – 2:29
6. Big Mouth Blues  – 3:52

Das Album wurde 1990 zusammen mit dem Nachfolger Grievous Angel auf CD wiederveröffentlicht.